# Lady Rowlands
Lady Rowlands (nacida como Mary Allen Neal; 12 de abril de 1904 - 28 de mayo de 1999) fue una actriz de cine irlandesa-estadounidense. La mayor parte de su trabajo se desarrolló en las películas de John Cassavetes, quien estaba casado con su hija, la actriz nominada al Óscar y cuatro veces ganadora del Emmy Gena Rowlands.
Rowlands era hija de Tennessee Virginia (Hickey) y William Joel Neal, de ascendencia irlandesa. Estaba casada con Edwin Myrwyn Rowlands, un banquero y estadista con el que vivía en Cambria, Wisconsin. Tuvieron dos hijos, David y Virginia (conocida posteriormente como Gena Rowlands ). Ella llevaba la vida propia de una ama de casa, pero cultivaba la música, la interpretación y la pintura como pasatiempos.